# 于洛侯
于洛侯（？—477年？），又写作尉洛侯，代郡（今山西省大同市）人，南北朝北魏官员、军事人物。
于洛侯前半生事迹不详，471年十月，南朝宋将军垣崇祖率军二万从郁洲进攻东兖州，驻军于南城固。十一月月，北魏東兗州刺史于洛侯击败了垣崇祖，将其赶回郁洲。后来他转任秦州刺史，但滥用残酷的刑罚，招致州民的怨恨。477年，秦州略阳县百姓王元寿等人发动叛乱，于洛侯击败王元寿，抓获其妻子儿女，押送至都城平城。于洛侯因犯有非法贪污之罪遭到御史弹劾。魏孝文帝派使者前往秦州向士兵和民众宣告，将于洛侯斩首以向民众谢罪。